# Bermudaspett
Bermudaspett (Colaptes oceanicus) är en utdöd fågel i familjen hackspettar inom ordningen hackspettartade fåglar som förekom på ön Bermuda. Fågeln är nyligen beskriven och endast känd från benlämningar.  En reserapport av John Smith som redogör för en hackspettsart på ön gör det troligt att arten överlevde åtminstone in på 1600-talet. Varför den dog ut är oklart men avskogning och införsel av invasiva arter kan ha varit viktiga faktorer. Bermudaspetten tros ha hackat bohål ur bland annat palmträd av arten Sabal bermudana som sedan varit avgörande för utvecklingen av bermudapärlugglan (Aegolius gradyi).